# Neno (portugalski piłkarz)
Neno, właśc. Adelino Augusto Graça Barbosa Barros (ur. 27 stycznia 1962 w Prai, zm. 10 czerwca 2021 w Guimarães) – portugalski piłkarz grający na pozycji bramkarza. W swojej karierze rozegrał 9 meczów w reprezentacji Portugalii.

## Kariera klubowa
Swoją karierę piłkarską Neno rozpoczął w klubie FC Barreirense. W 1981 roku awansował do kadry pierwszej drużyny i w sezonie 1981/1982 zadebiutował w jego barwach w drugiej lidze portugalskiej. W Barreirense grał do końca sezonu 1983/1984.
Latem 1984 roku Neno przeszedł do Vitória SC. Grał w niej przez sezon i w 1985 roku został zawodnikiem Benfiki. Swój debiut w Benfice zaliczył 30 marca 1986 w wygranym 1:0 domowym mecu z Académiką Coimbra. W Benfice przez dwa sezony pełnił rolę rezerwowego bramkarza dla Manuela Bento i Silvino. W sezonie 1985/1986 zdobył z Benfiką Puchar Portugalii, a w sezonie 1986/1987 wywalczył mistrzostwo, Puchar i Superpuchar Portugalii.
W 1987 roku Neno został zawodnikiem Vitórii Setúbal. 13 marca 1988 zaliczył w niej debiut w meczu z Varzim SC. W Vitórii spędził jeden sezon i wystąpił w nim sześciokrotnie. W 1988 roku wrócił do Vitórii Guimarães i występował w niej do końca sezonu 1989/1990.
Latem 1990 roku Neno przeszedł do Benfiki. W sezonach 1990/1991 i 1993/1994 wywalczył z Benfiką dwa tytuły mistrza Portugalii. Z klubem z Lizbony zdobył również Puchar Portugalii w 1993 i Superpuchar Portugalii w 1990 roku. W 1995 roku odszedł do Vitórii Guimarães. W 1999 roku zakończył w niej swoją karierę.
| Sezon   | Klub            | Kraj       | Rozgrywki     | Mecze | Bramki |
| ------- | --------------- | ---------- | ------------- | ----- | ------ |
| 1980/81 | FC Barreirense  | Portugalia | Segunda Liga  | ?     | ?      |
| 1981/82 | FC Barreirense  | Portugalia | Segunda Liga  | ?     | ?      |
| 1982/83 | FC Barreirense  | Portugalia | Segunda Liga  | ?     | ?      |
| 1983/84 | FC Barreirense  | Portugalia | Segunda Liga  | ?     | ?      |
| 1984/85 | Vitória SC      | Portugalia | Primeira Liga | 20    | 0      |
| 1985/86 | SL Benfica      | Portugalia | Primeira Liga | 1     | 0      |
| 1986/87 | SL Benfica      | Portugalia | Primeira Liga | 1     | 0      |
| 1987/88 | Vitória Setúbal | Portugalia | Primeira Liga | 6     | 0      |
| 1988/89 | Vitória SC      | Portugalia | Primeira Liga | 37    | 0      |
| 1989/90 | Vitória SC      | Portugalia | Primeira Liga | 21    | 0      |
| 1990/91 | SL Benfica      | Portugalia | Primeira Liga | 21    | 0      |
| 1991/92 | SL Benfica      | Portugalia | Primeira Liga | 34    | 0      |
| 1992/93 | SL Benfica      | Portugalia | Primeira Liga | 6     | 0      |
| 1993/94 | SL Benfica      | Portugalia | Primeira Liga | 33    | 0      |
| 1994/95 | SL Benfica      | Portugalia | Primeira Liga | 4     | 0      |
| 1995/96 | Vitória SC      | Portugalia | Primeira Liga | 21    | 0      |
| 1996/97 | Vitória SC      | Portugalia | Primeira Liga | 32    | 0      |
| 1997/98 | Vitória SC      | Portugalia | Primeira Liga | 1     | 0      |
| 1998/99 | Vitória SC      | Portugalia | Primeira Liga | 3     | 0      |

## Kariera reprezentacyjna
W reprezentacji Portugalii Neno zadebiutował 8 czerwca 1989 roku w przegranym 0:4 towarzyskim meczu z Brazylią, rozegranym w Rio de Janeiro. Od 1989 do 1996 roku rozegrał w kadrze narodowej 9 meczów.
| Mecze i gole w reprezentacji | Mecze i gole w reprezentacji | Mecze i gole w reprezentacji | Mecze i gole w reprezentacji | Mecze i gole w reprezentacji | Mecze i gole w reprezentacji | Mecze i gole w reprezentacji |
| #                            | Data                         | Stadion                      | Rywal                        | Wynik                        | Gol                          | Rozgrywki                    |
| 1989                         | 1989                         | 1989                         | 1989                         | 1989                         | 1989                         | 1989                         |
| ---------------------------- | ---------------------------- | ---------------------------- | ---------------------------- | ---------------------------- | ---------------------------- | ---------------------------- |
| 1.                           | 08.06.1989                   | Rio de Janeiro, Brazylia     | Brazylia                     | 0:4                          | 0                            | towarzyski                   |
| 1991                         |                              |                              |                              |                              |                              |                              |
| 2.                           | 12.10.1991                   | Luksemburg, Luksemburg       | Luksemburg                   | 1:1                          | 0                            | towarzyski                   |
| 1992                         |                              |                              |                              |                              |                              |                              |
| 3.                           | 03.06.1992                   | Chicago, Stany Zjednoczone   | Stany Zjednoczone            | 1:1                          | 0                            | USA Cup 1992                 |
| 1994                         |                              |                              |                              |                              |                              |                              |
| 4.                           | 19.01.1994                   | Vigo, Hiszpania              | Hiszpania                    | 2:2                          | 0                            | towarzyski                   |
| 5.                           | 20.04.1994                   | Oslo, Norwegia               | Norwegia                     | 0:0                          | 0                            | towarzyski                   |
| 1995                         |                              |                              |                              |                              |                              |                              |
| 6.                           | 26.01.1995                   | Toronto, Kanada              | Kanada                       | 1:1                          | 0                            | Skydome Cup 1995             |
| 7.                           | 15.11.1995                   | Lizbona, Portugalia          | Irlandia                     | 3:0                          | 0                            | el. ME 1996                  |
| 8.                           | 12.12.1995                   | Londyn, Anglia               | Anglia                       | 1:1                          | 0                            | towarzyski                   |
| 1996                         |                              |                              |                              |                              |                              |                              |
| 9.                           | 24.01.1996                   | Paryż, Francja               | Francja                      | 2:3                          | 0                            | towarzyski                   |

## Po karierze piłkarskiej
Po zakończeniu przygody ze sportem zajął się muzyką. Nazywany był „Śpiewającym Bramkarzem” lub „Bramkarzem - Julio Iglesiasem”. W 1996 roku wydał album „Neno Neno Neno”.
Zmarł 10 czerwca 2021 w wyniku nagłej choroby.